# EN311
A Estrada Nacional n°311 é uma estrada nacional portuguesa, que liga a localidade de Loivos, no município de Chaves, no distrito de Vila Real, a Fafe, no distrito de Braga. Tem uma extensão total de 98,4 quilómetros e liga os municípios de Chaves, Boticas, Montalegre, Cabeceiras de Basto e Fafe.